# Un home atrapat
Un home atrapat (títol original en anglès: The Man in the Net) és una pel·lícula estatunidenca dirigida per Michael Curtiz, estrenada el 1959. Ha estat doblada al català.

## Argument
Per raons professionals, John Hamilton s'instal·la en una petita ciutat de Connecticut, en companyia de la seva dona Linda que hauria preferit quedar-se a Nova York. La comunitat espia els nous vinguts i quan l'esposa (alcohòlica i psíquicament fràgil) desapareix, el marit és de seguida sospitós d'haver-la matat.

## Repartiment
- Alan Ladd: John Hamilton
- Carolyn Jones: Linda Hamilton
- Diane Brewster: Vicki Carey
- John Lupton: Brad Carey

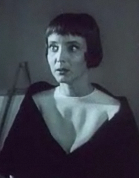
Carolyn Jones

- Charles McGraw: Le Xèrif Steve Ritter
- Tom Helmore: Gordon Moreland
- Betty Lou Holland: Roz Moreland
- John Alexander: M. Carey, el pare de Brad
- Ed Binns: El capità Green
- Kathryn Givney: Sra. Carey, la mare de Brad
- Barbara Beaird: Emily Jones
- Susan Gordon: Angel Jones
- Michael McGreevey: Buck Ritter
- Charles Herbert: Timmie Moreland
- Steve Perry: Leroy, el fill d'Alonzo